# Chomeš

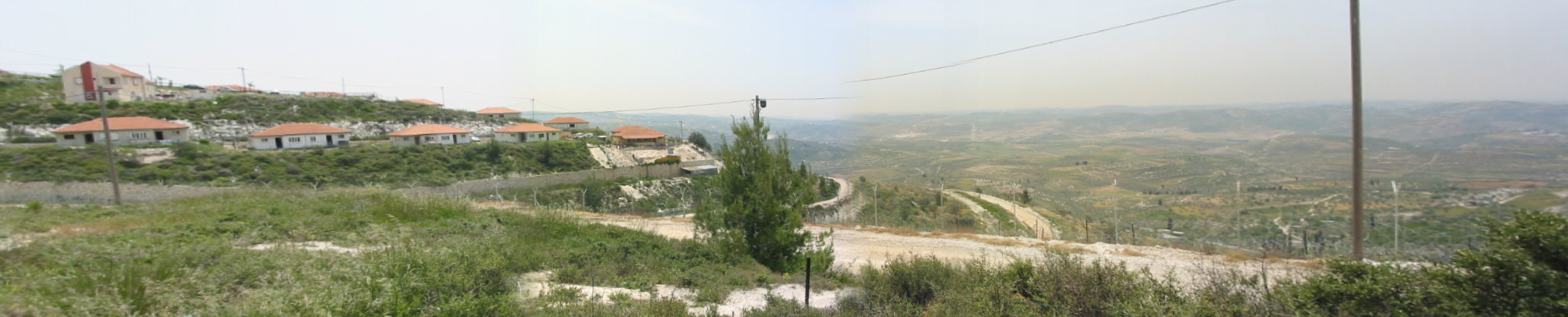
Celkový pohled na obec Chomeš v dubnu 2005

Chomeš (hebrejsky חומש‎, též חֹמֶשׁ‎, název odvozen od hebrejské číslovky „Pět“ – „Chaméš“, která je přítomna v názvu nedaleké palestinské vesnice Fandaqumiya, podle řeckého Pentakomia – tedy „oblast pěti obcí“, anglicky Homesh) byla izraelská osada na Západním břehu Jordánu v distriktu Judea a Samaří a v Oblastní radě Šomron, která byla roku 2005 vyklizena v rámci plánu jednostranného stažení.Chomeš se nacházela v nadmořské výšce cca 600 metrů v severovýchodní části Samařska a Samařské hornatiny, cca 10 kilometrů severozápadně od města Nábulus, cca 60 kilometrů severoseverozápadně od historického jádra Jeruzalému a cca 47 kilometrů severovýchodně od centra Tel Avivu. Vesnice Chomeš byla na dopravní síť Západního břehu Jordánu napojena pomocí silnice číslo 60 – hlavní severojižní dopravní osy Samařska, která probíhala v bezprostřední blízkosti osady. Chomeš byla izolovanou izraelskou osadou, obklopenou na všech stranách palestinskými sídly. Jedinou další izraelskou osadou v jejím okolí byla malá vesnice Sa-Nur cca 3 kilometry na severu a pak ještě osada Šavej Šomron cca 5 kilometrů jižním směrem. Obě ale byly od obce Chomeš odděleny palestinskými vesnicemi.

## Dějiny
Už v roce 1978 byla v této oblasti založena osada typu „Nachal“ tedy kombinace vojenského a civilního osídlení. V listopadu 1988 se proměnila v ryze civilní obec. Tehdy tu žilo 30 rodin. V obci fungovalo předškolní zařízení pro děti. Osada se nikdy populačně příliš nerozvinula. Během Druhé intifády byla navíc vystavena častým útokům Palestinců a prohloubila se její izolace. 18. června 2001 byl mezi obcemi Chomeš a Šavej Šomron zastřelen ve svém automobilu jeden místní obyvatel. A hned 20. června 2001 byl palestinským útočníkem poblíž sousední palestinské vesnice Silat ad-Dhahr zabit starší muž z osady Chomeš. Počátkem 21. století byla navíc obec Chomeš ponechána vně projektované Izraelské bezpečnostní bariéry, která měla v této oblasti sice proniknout hluboko do vnitrozemí Samařska, daleko za Zelenou linii, ale tyto izolované izraelské osady měla minout. V srpnu 2005 byl realizován plán jednostranného stažení prosazovaný vládou Ariela Šarona. V jeho rámci měli být z Pásma Gazy a ze severního Samařska staženi izraelští civilní osadníci. V severním Samařsku se to týkalo obcí Ganim, Kadim, Chomeš a Sa-Nur. Plán byl skutečně proveden a všechny čtyři vesnice byly opuštěny. Izraelská armáda si ovšem podržela kontrolu nad oblastmi těchto bývalých osad. Prostor bývalé osady Chomeš se v následujících letech stal místem častých mítínků a demonstrací osadníků z okolních izraelských vesnic a měst, kteří tak vyjadřují snahu obnovit zde izraelskou přítomnost. Například na jaře 2007 pochodovalo na místo bývalé osady Chomeš několik tisíc lidí. Izraelská armáda s nimi vede opakované potyčky, protože se snaží omezit přístup do oblasti a zabránit opětovnému trvalému usídlení na místě osady Chomeš. V říjnu 2009 izraelští vojáci z praporu Šimšon protestovali před Západní zdí proti vystěhovávání židovských obyvatel z Chomeše. Při protestu rozvinuli transparent: „Prapor Šimšon neprovede vyhnání z Chomeš.“

## Demografie
Obyvatelstvo Chomeš bylo v databázi Yesha popisováno jako smíšené, tedy složené ze sekulárních i nábožensky založených Izraelců. Vesnice trvale zůstala populačně nevýznamnou. Během Druhé intifády se navíc dostavila stagnace a mírný pokles počtu obyvatel, který byl ovšem těsně před zrušením osady vystřídán prudkým růstem. K 31. 12. 2004 zde žilo 181 obyvatel, během roku 2004 se populace obce zvýšila o 16,0 %.
| Rok            | 1994 | 1999 | 2000 | 2001 | 2002 | 2003 | 2004 |
| -------------- | ---- | ---- | ---- | ---- | ---- | ---- | ---- |
| Počet obyvatel | 168  | 163  | 159  | 136  | 153  | 156  | 181  |